# Lavorazione dei metalli
La lavorazione dei metalli può avvenire con l'utilizzo di differenti tecniche e/o strumenti, a volte combinate nello svolgimento. 

## Le tecniche
Le modalità di lavorazione si suddividono in due tipi:
- lavorazioni a caldo;
- lavorazioni a freddo.

Le espressioni "a caldo" e "a freddo" non indicano le temperature assolute dei metalli lavorati, bensì attribuiscono semplicemente un valore (che è il rapporto tra la temperatura a cui si sta effettuando la lavorazione, e la temperatura di fusione del metallo considerato) allo stato in cui si trova quel metallo, e in particolare la vicinanza con la sua temperatura di fusione. Se questo rapporto è inferiore a 0,3 la lavorazione viene detta "a freddo", se è maggiore di 0,6 viene detta "a caldo"; se il rapporto ha valori intermedi si dice lavorazione "a tiepido".

## Lavorazioni a caldo

### Forgiatura o fucinatura
Deriva dal termine fucina, luogo dove viene messo a riscaldare il pezzo metallico. Consiste nell'arroventare il metallo per renderlo facilmente deformabile. Il pezzo viene quindi battuto con una mazza per ottenere la forma desiderata. Questa è una tecnica molto antica.
Oggi si preferisce la fucinatura a stampo (stampaggio), per cui la barra metallica arroventata viene appoggiata su uno stampo e si cala su di essa un secondo stampo, detto controstampo, in modo da serrare la forma tra i due, esercitando una forte pressione.
Dopo la fucinatura il pezzo viene tagliato nella forma finale (tranciatura) e vengono eliminate sbavature ed eventualmente smussati gli angoli con operazioni di limatura a mano (finitura).
Martelli e tenaglie sono oggetti fucinati molto resistenti, che vengono usati come utensili.

### Fusione
La fusione viene usata per produrre oggetti che hanno una forma molto complessa.
Di solito si fondono metalli con temperature di fusione medie o basse. Il metallo fuso viene gettato nello stampo (colata) e si attende che ridiventi solido per raffreddamento. Lo stampo viene aperto e il pezzo viene finito per eliminare materozze, sbavature e smussare angoli. Gli oggetti lavorati per fusione comprendono rubinetteria, maniglie, caffettiere, tombini.

## Lavorazioni a freddo
Si effettuano solamente su lamiere d'acciaio e d'alluminio. Le lamiere possono essere piegate oppure lavorate per ottenere pezzi cavi.
Questa avviene ad una temperatura inferiore a quella di ricristallizzazione, se applico questo processo ad un metallo si ha che i grani equiassici diventano allungati.

### Imbutitura
L'operazione di imbutitura permette di trasformare una lamiera piana in una forma concava, mantenendone lo spessore medio pressoché inalterato.
Oggetti ottenuti per imbutitura sono ad esempio pentole, coperchi, esterni di elettrodomestici, 
pezzi di carrozzeria di automobili.

## Macchine utensili adoperate
Queste macchine utensili servono per rifinire i pezzi di metalli ottenuti per fucinatura e per fusione:
- Tornio: per lavorare oggetti assial-simmetrici
- Alesatrice: per rifinire la superficie interna di oggetti cavi.
- Fresatrice: per creare delle scanalature.
- Stozzatrice: per creare delle piccole scanalature.
- Limatrice: per ottenere una superficie liscia e piana.
- Piallatrice: per ottenere una grande superficie piana.

## Galleria d'immagini

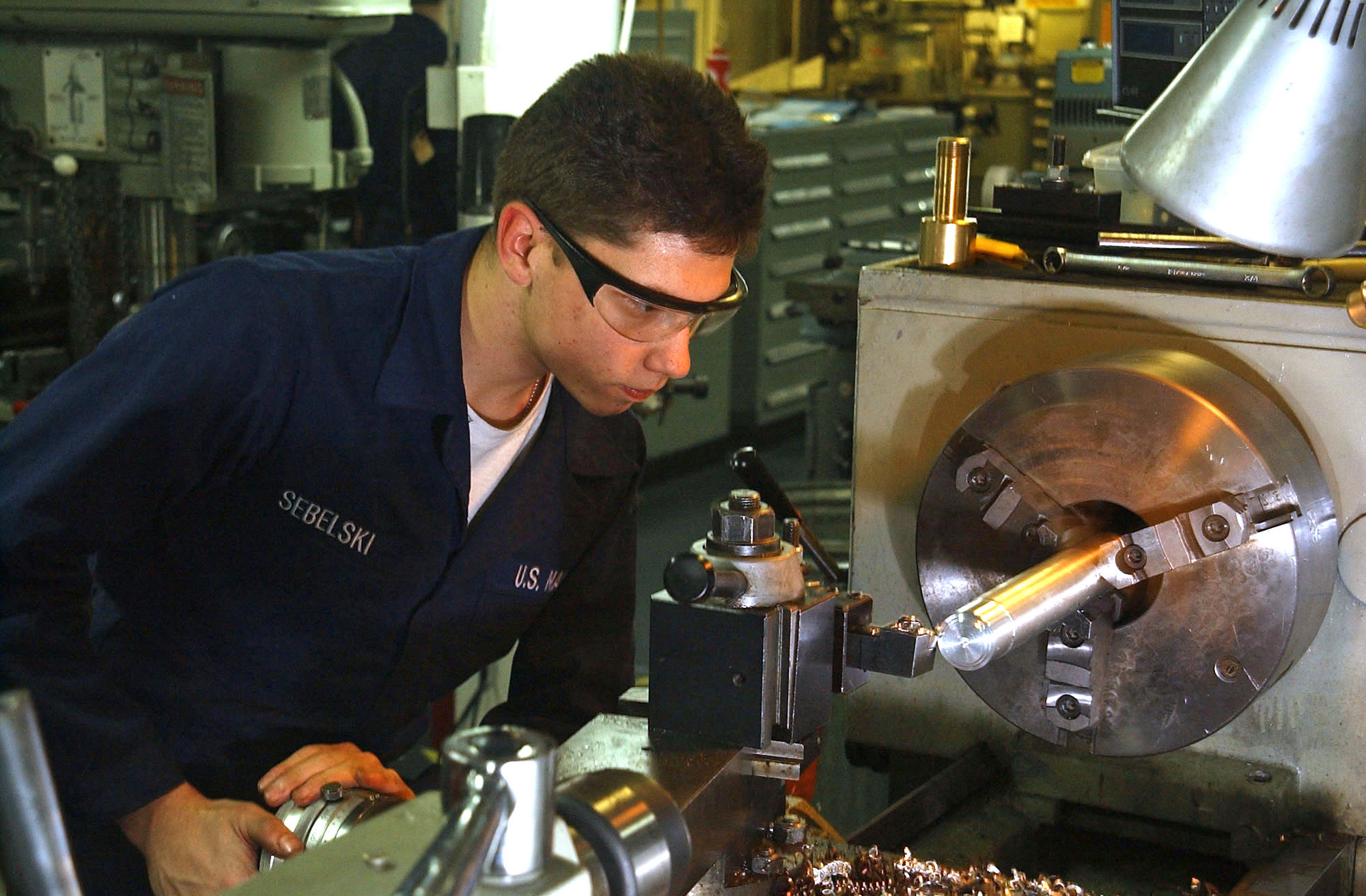
Tornitura di una barra di metallo su un tornio
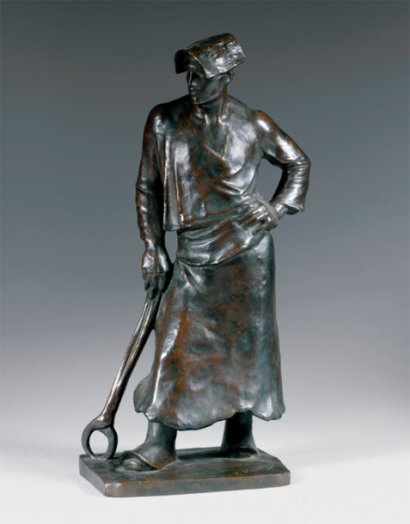
Le Marteleur di Constantin Meunier (1886)
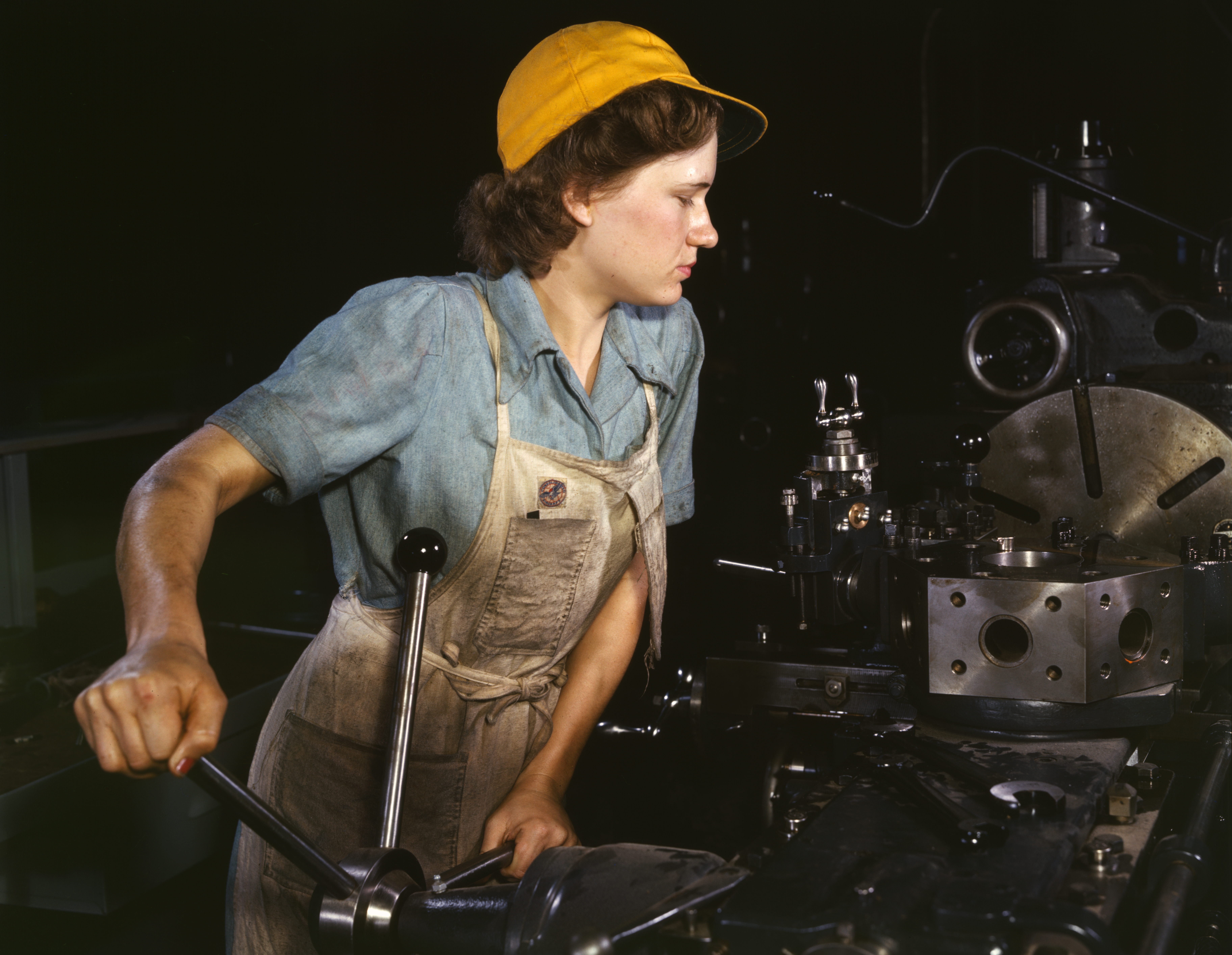
Un'operatrice di tornio a torretta che lavora parti per aerei da trasporto presso lo stabilimento Consolidated Aircraft Corporation, Fort Worth, Texas, negli anni '40
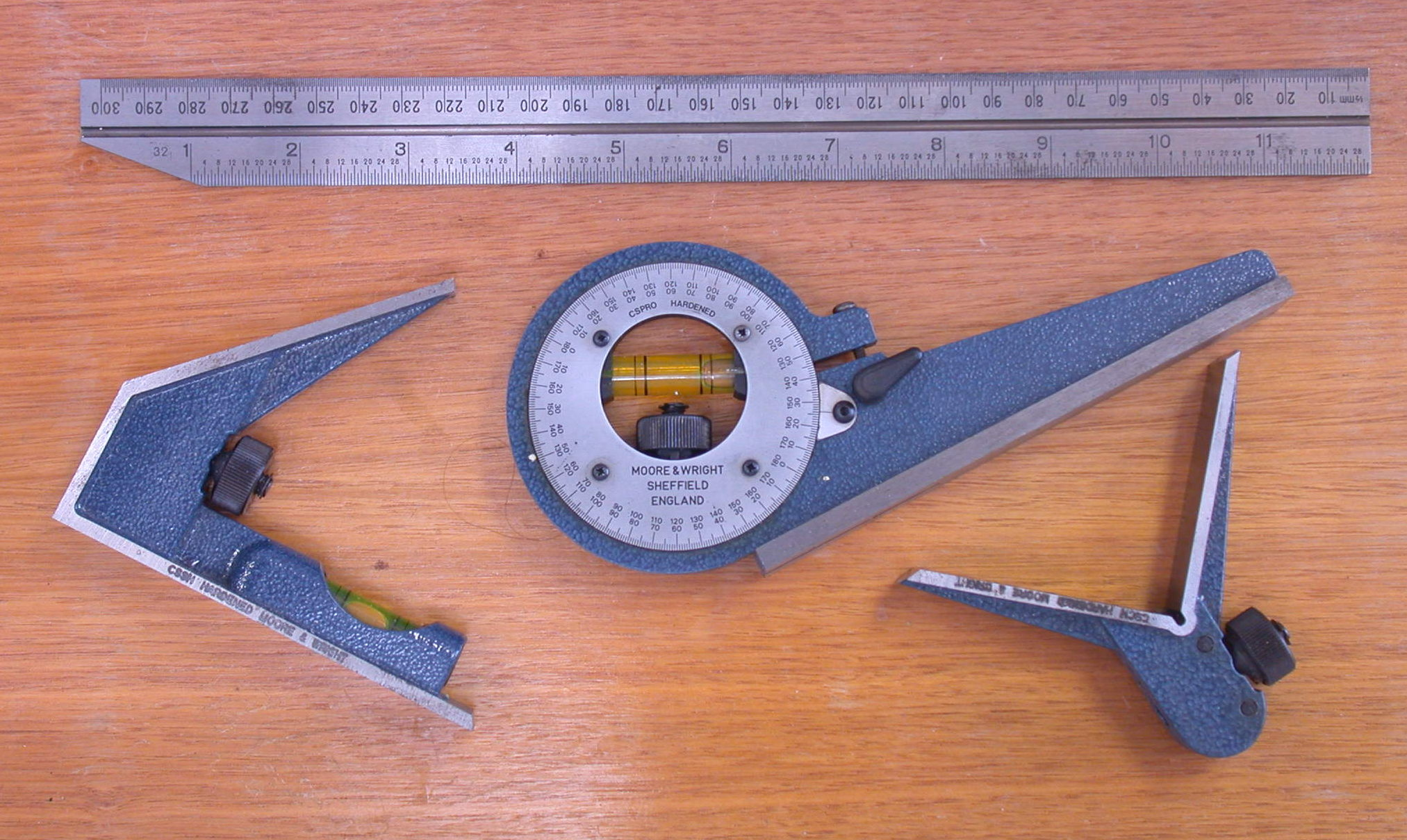
Una squadra combinata di metallo
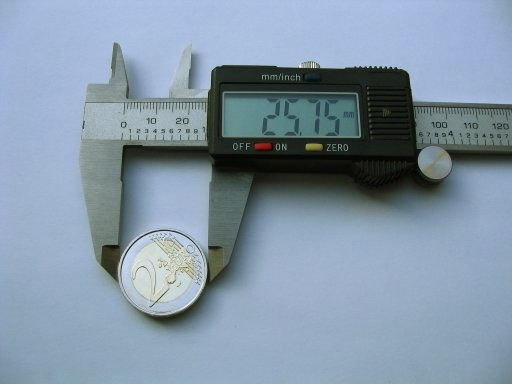
Un calibro viene utilizzato per misurare con precisione una breve lunghezza
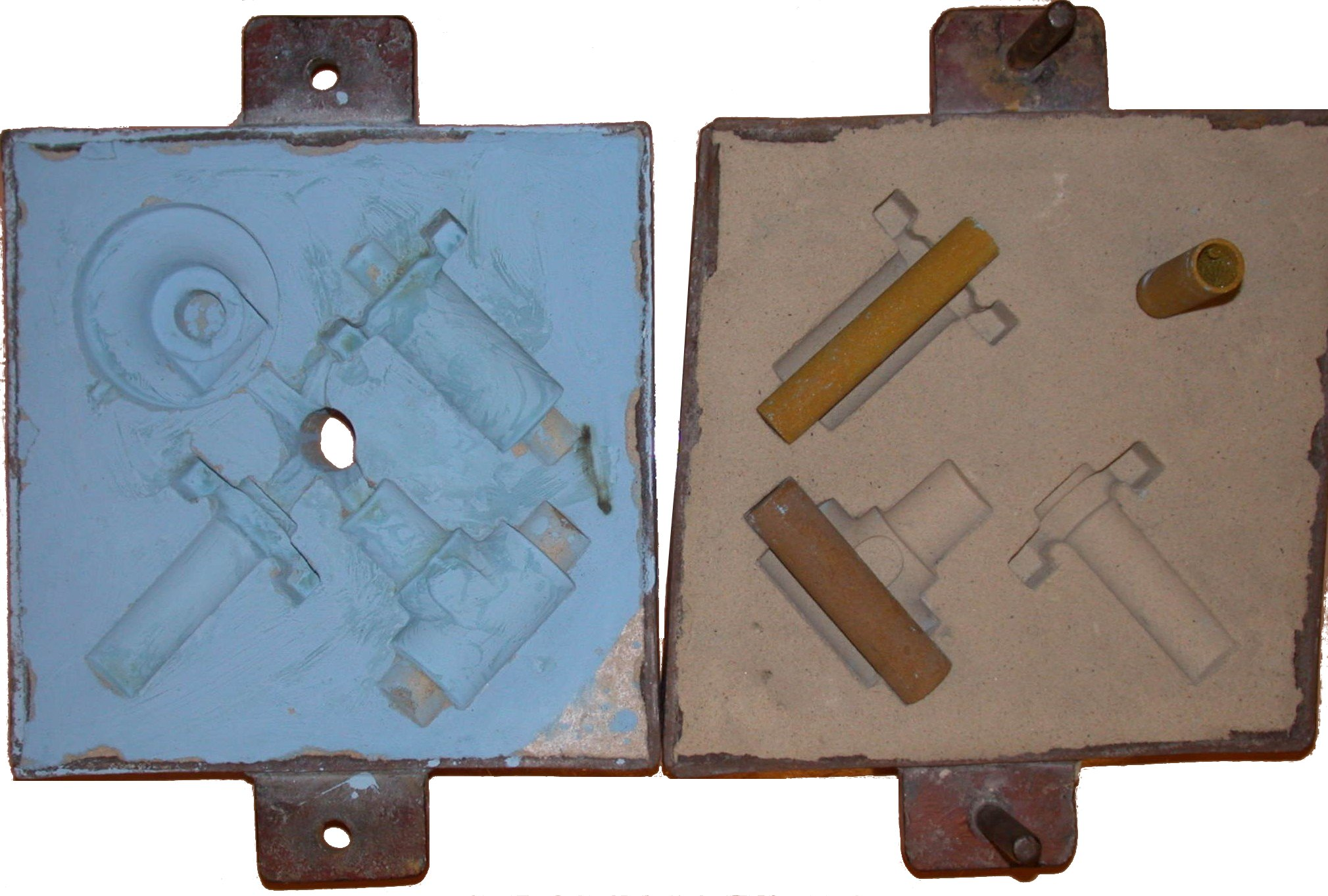
Uno stampo per colata in sabbia
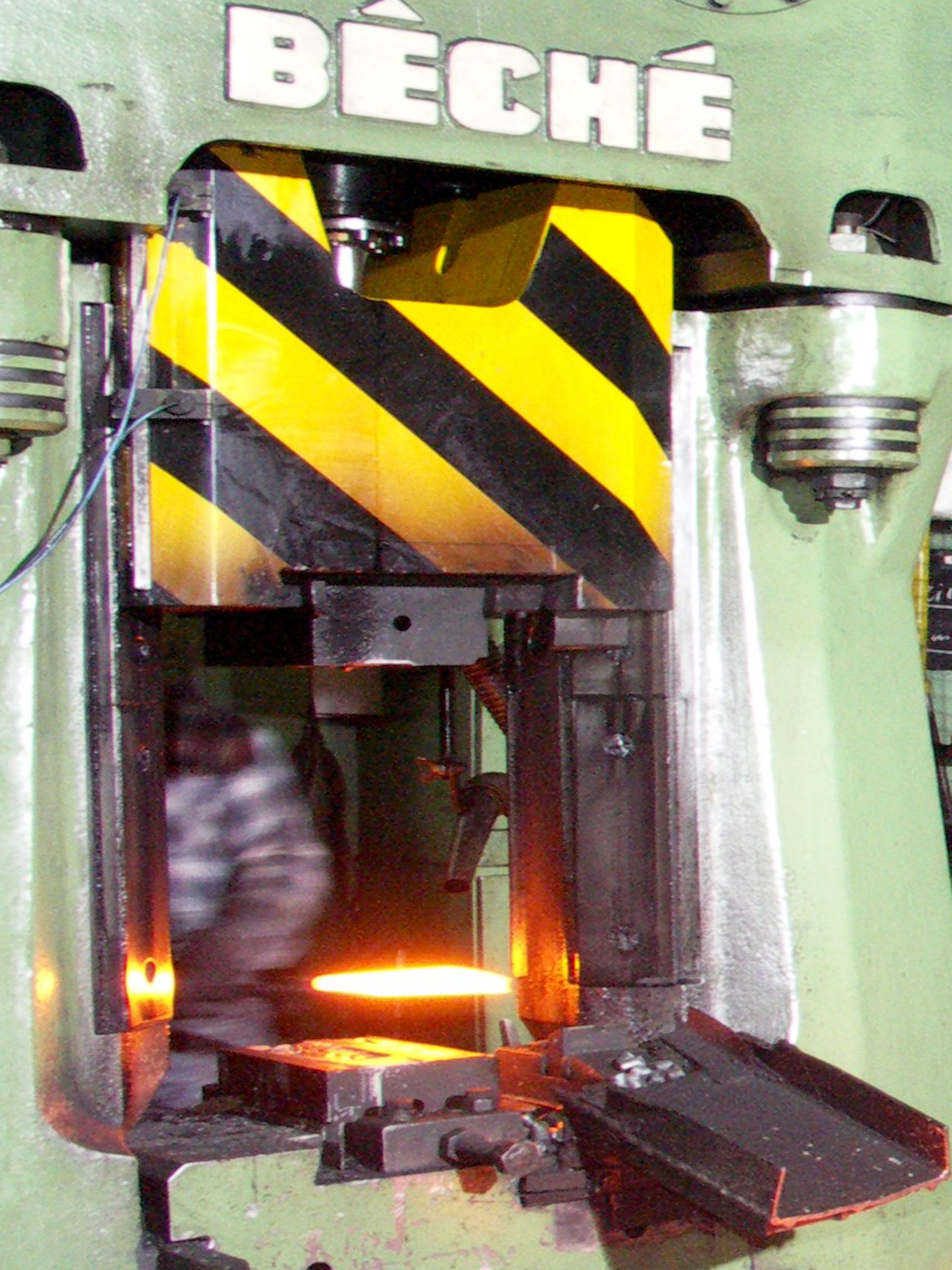
Un pezzo di metallo rovente viene inserito in una pressa di forgiatura
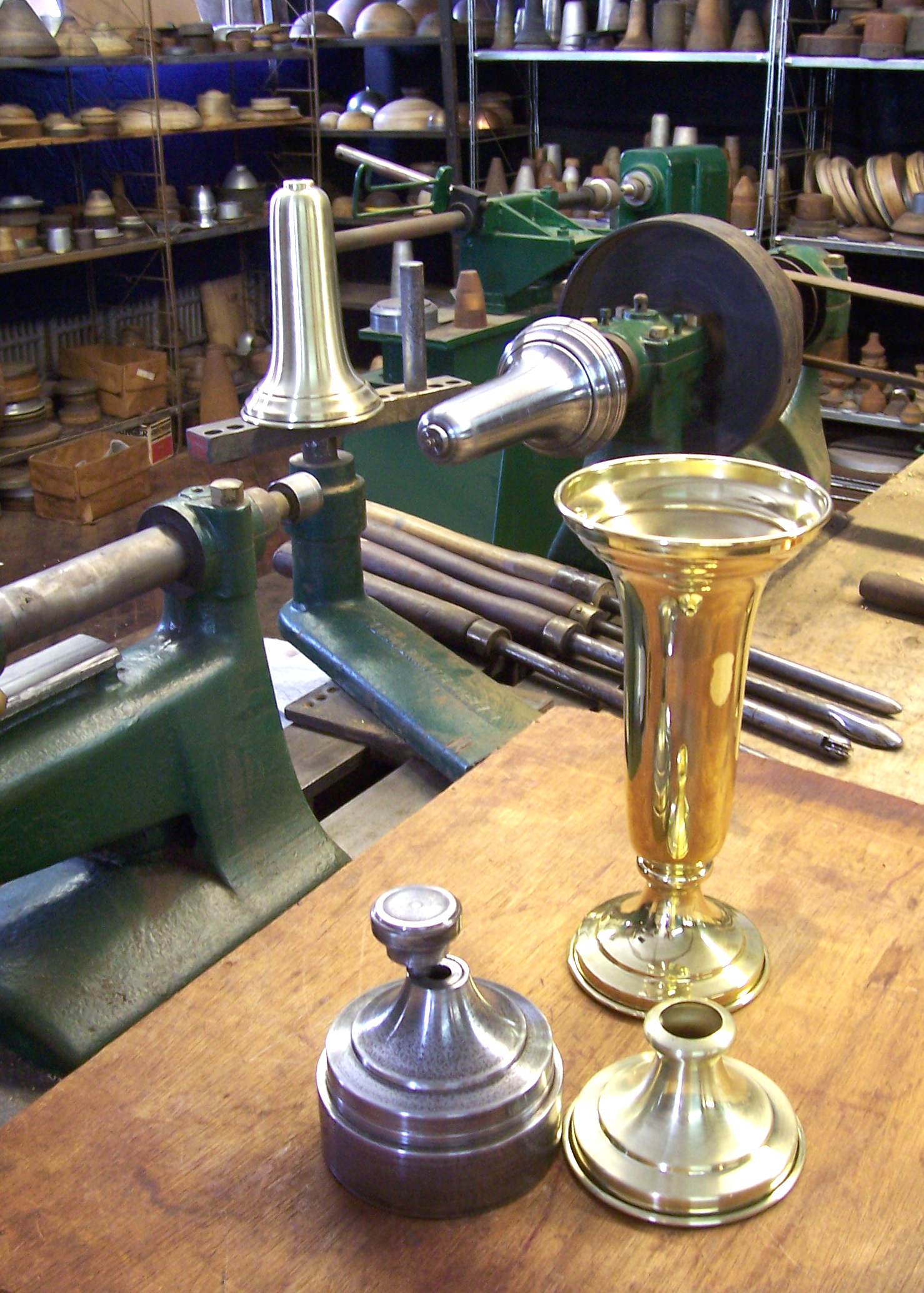
Un vaso in ottone tornito
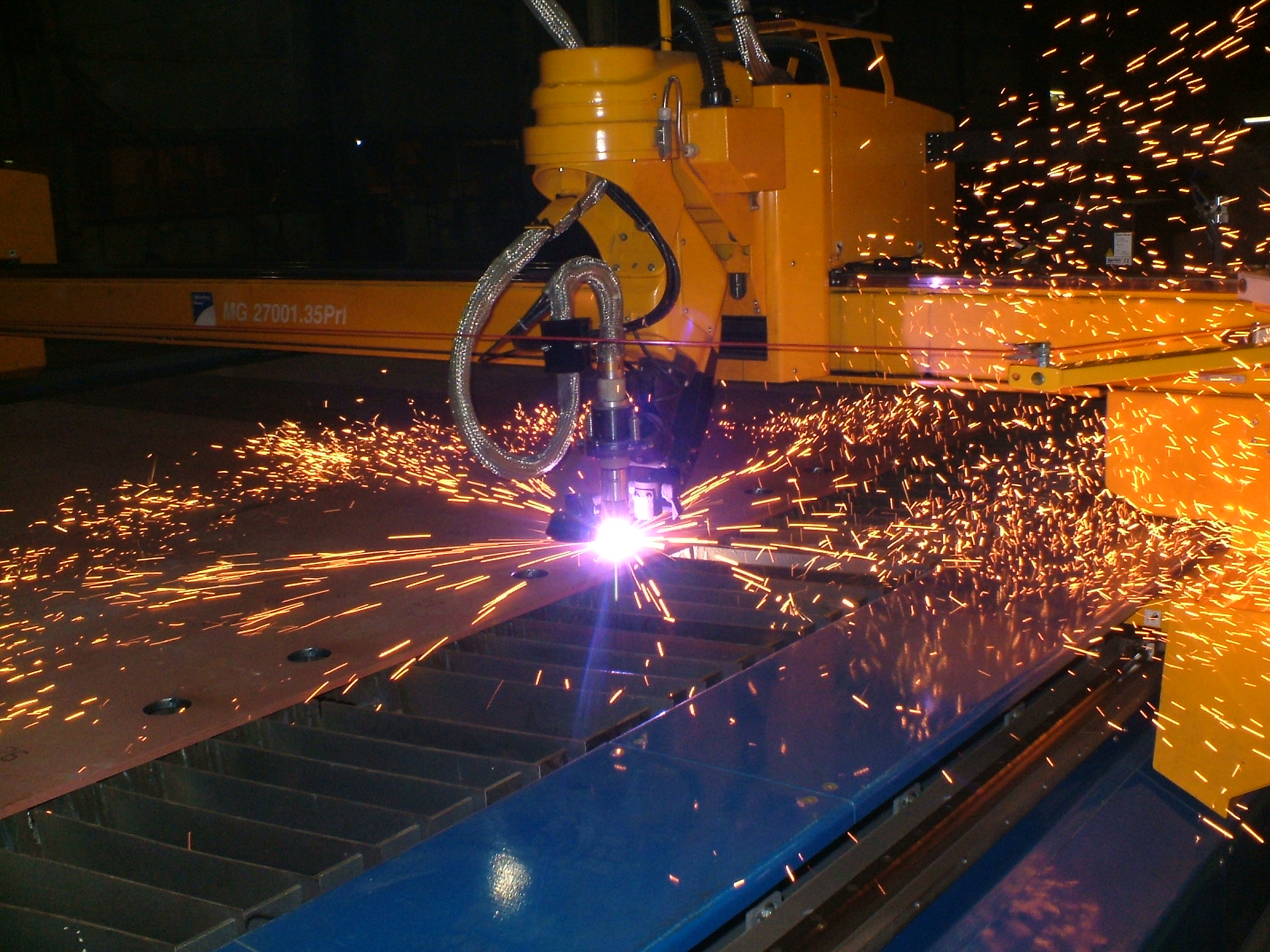
Una macchina per il taglio al plasma CNC
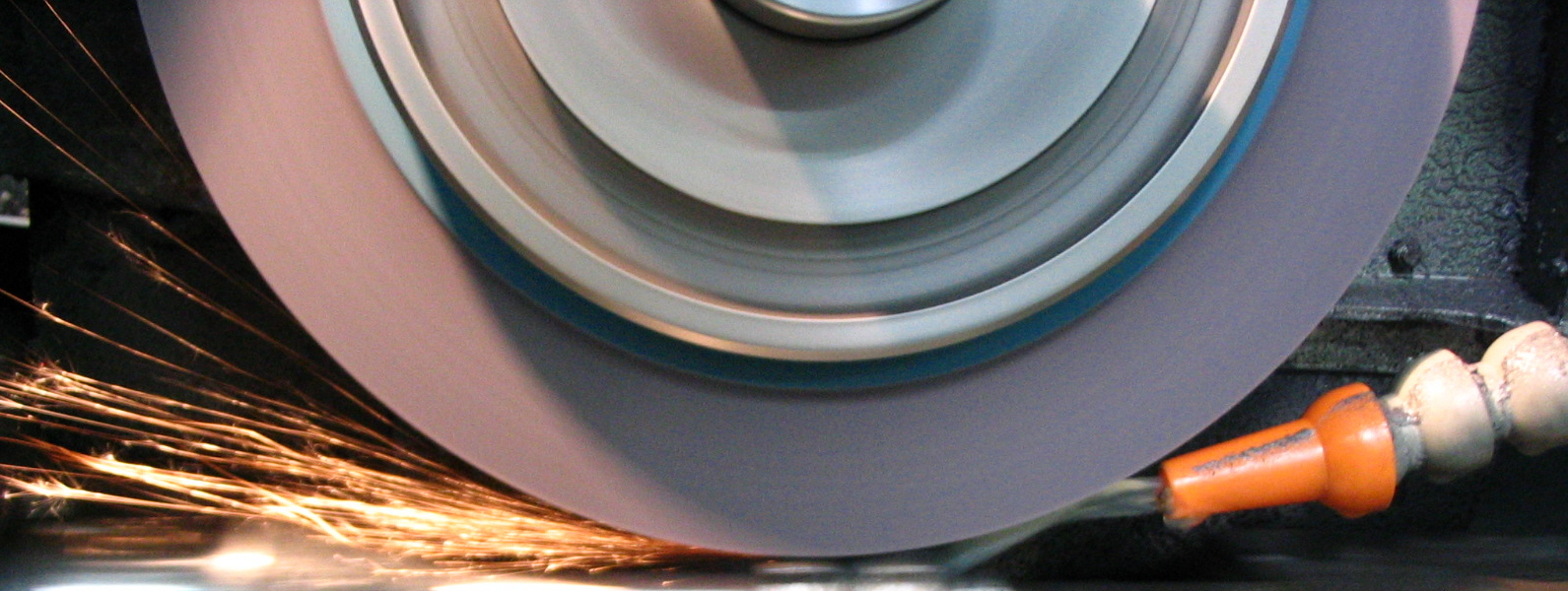
Una smerigliatrice
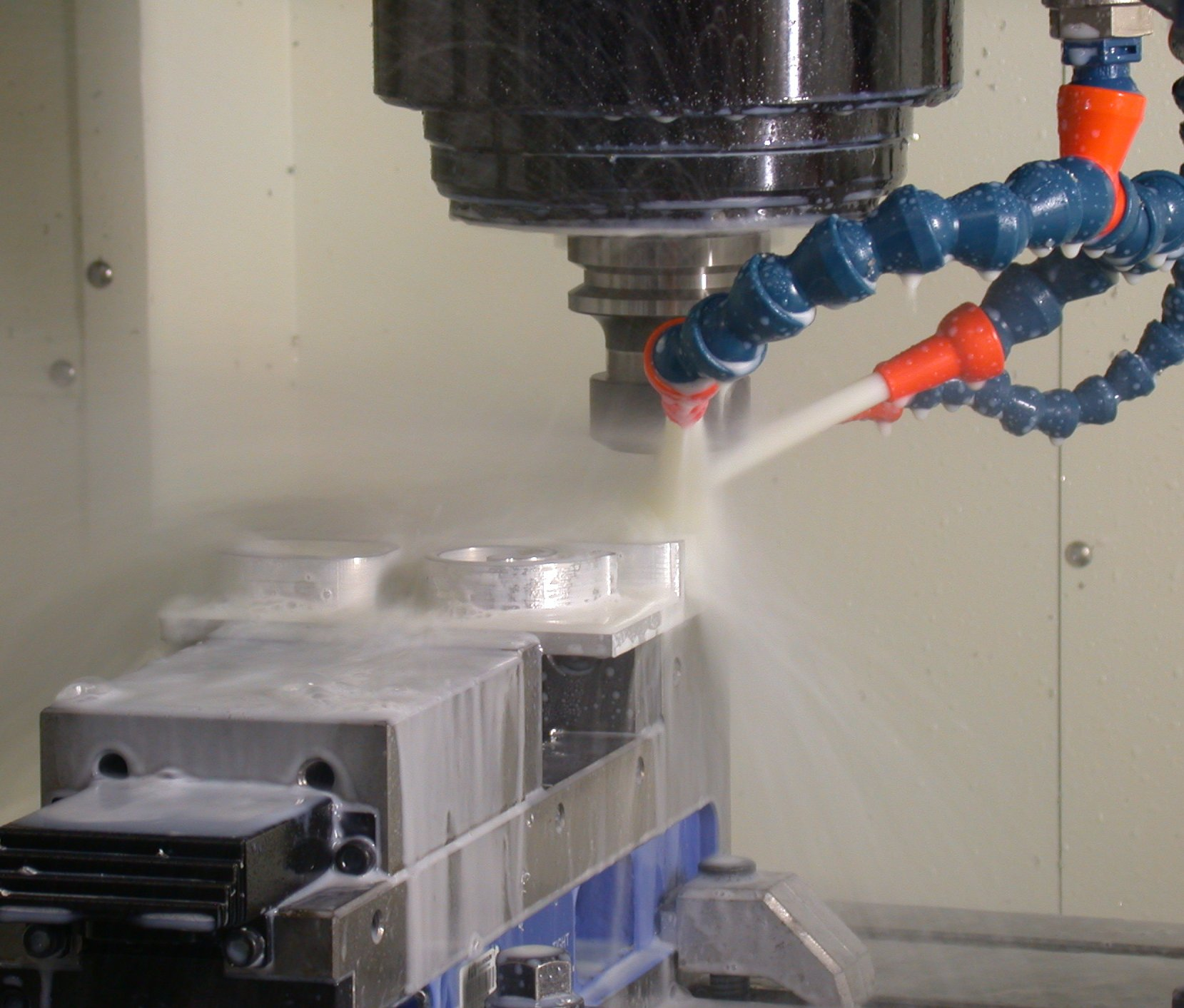
Una fresatrice in funzione, con i tubi del refrigerante in funzione
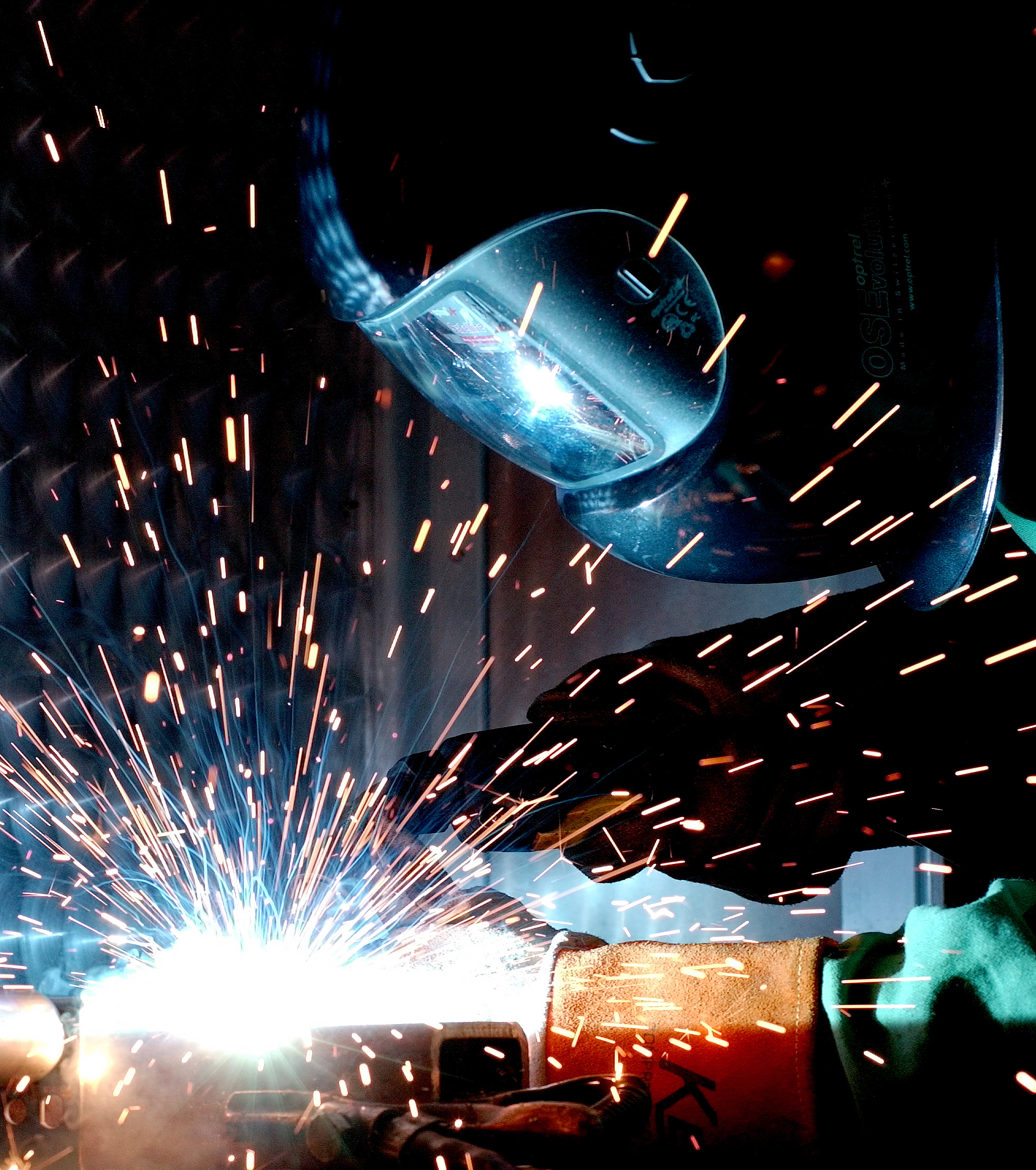
Saldatura Mig